# Hatadou Sako
Hatadou Sako (Tournan-en-Brie, 1995. október 21. –) világbajnok, olimpiai-és Afrika-bajnoki ezüstérmes, bajnokok ligája-győztes francia-szenegáli válogatott kézilabdázó, kapus, jelenleg a Győri Audi ETO KC játékosa.

## Pályafutása
Sako pályafutását 16 éves korában kezdte a szülővárosától 27 kilométerre fekvő Noisy-le-Grand városában. 5 szezon után a francia első osztályú OGC Nice játékosa lett. Miután 2019-ben a francia bajnokság legjobb kapusának választották, a szintén francia első osztályú, illetve a bajnokok ligájában is szereplő Metz Handball szerződtette. 2023. december 21-én hivatalossá vált, hogy leszerződtette a Győri Audi ETO KC. A magyar topklubbal 3 éves szerződést írt alá.
Bár Sako már francia földön született és nevelkedett, mindkét szülője szenegáli volt, akik Afrikából emigráltak. Így Sako Szenegál válogatottját képviselte a világversenyeken. 2015-ben az Afrikai-játékokon bronz-, 2018-ban az Afrika-bajnokságon ezüstérmet szerzett a válogatottal. Miután Sako jelentős fejlődésen ment keresztül, valamint maga Franciaország is közel került a szívéhez, úgy döntött, hogy a továbbiakban Franciaországot képviseli. 2022 decemberében egy felkészülési találkozón mutatkozott be a válogatottban. 2023-ban Laura Glauserrel és Camille Depuisettel együtt bekerült a 2023-as világbajnokságra utazó keretbe is. A torna végén világbajnoki címet ünnepelhetett a válogatottal.
Meglepetésszerű és kiszámíthatatlan stílusáról ismert, valamint rendkívüli személyiség a civil életben is.

## Sikerei, díjai
- Magyar bajnok: 2025
- EHF-bajnokok ligája-győztesː 2025